# Första Mackabeerboken
Första Mackabeerboken är en bibelbok. Den räknas som kanonisk inom katolska kyrkan och de ortodoxa kyrkorna. Inom de protestantiska kyrkorna räknas den som apokryfisk. I Bibel 2000 är den en del av Tillägg till Gamla Testamentet.

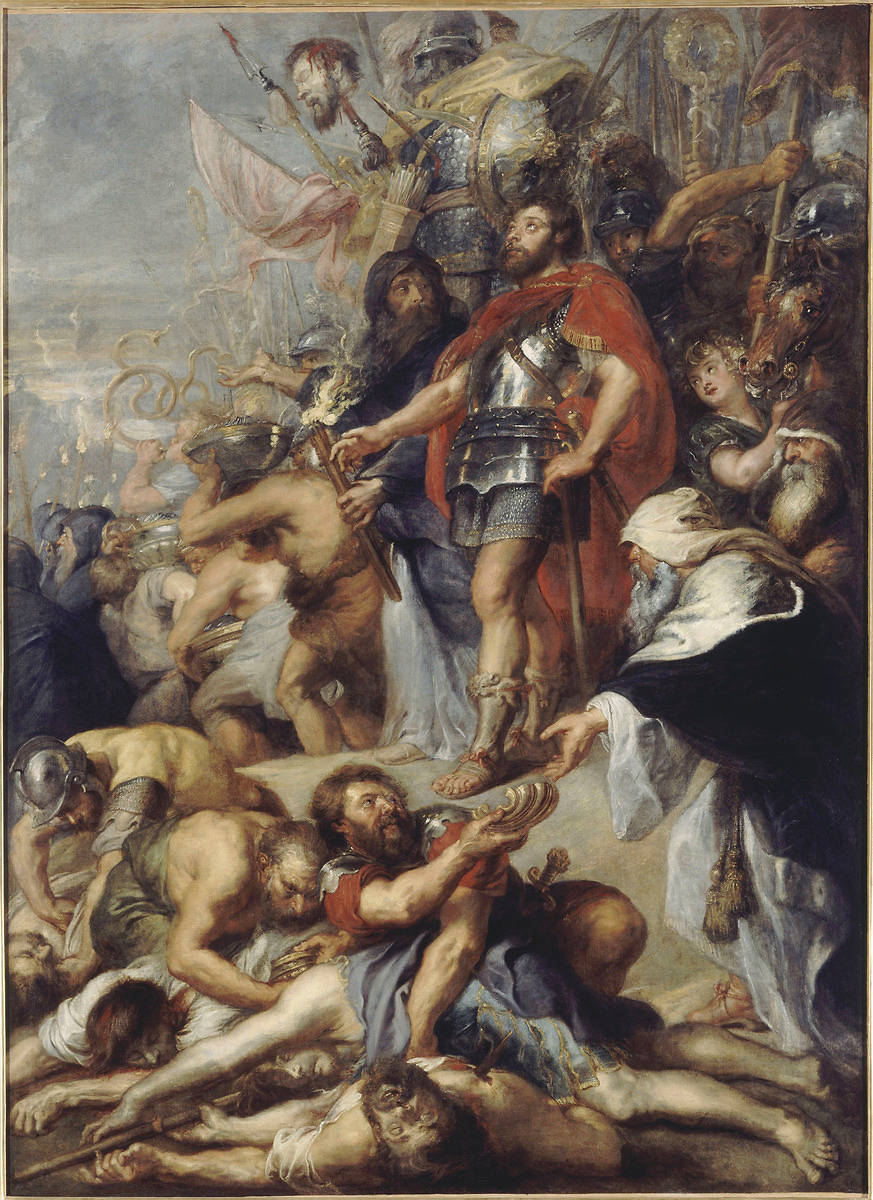